# 1988년의 저작권, 디자인, 특허법

영국의 1988년의 저작권, 디자인, 특허법(CDPA)은 영국 의회의 법으로 1988년 황실의 승인을 받았다. 그것은 저작권의 법적인 기반을 완전히 재구성하였다. 그 때까지는 1956년의 저작권법에 의해 시행되었다. 그것은 비등록 디자인 권을 생성하였고 여러 가지 개선점을 포함하였다.